# Distrito de Sarandë
El distrito de Sarandë (en albanés: Rrethi i Sarandës) (en griego: Αγιοι Σαραντα/Aghioi Saranta) era uno de los 36 distritos de Albania, situado en el sur del país en las coordenadas 39.88°N, 20.00°E.
La superficie del distrito es de 730 km². De acuerdo al censo de 2001, tenía una población de 35,235 habitantes. El centro de la región era la ciudad de Sarandë.